# ウォーターフォード郡区 (ミシガン州オークランド郡)
ウォーターフォード郡区（英: Waterford Charter Township）は、アメリカ合衆国ミシガン州ロウアー半島の南東部オークランド郡の郡区である。ある程度の自治権を付与されたチャーター郡区の形態を採っている。オークランド郡の地理的重心に位置している。郡区が同時に国勢調査指定地域（CDP)でもある。2010年国勢調査での郡区人口は71,707 人であり、ミシガン州では人口第5位の郡区である。

## 郡区の中の町
ウォーターフォード郡区内には法人化された村はなく、非法人地域として下記の5つがある。
- クリントンヴィル (北緯42度41分25秒 西経83度21分22秒 / 北緯42.69028度 西経83.35611度)、ウォルトン大通りのクリントンヴィル道路とサシャボー道路の間にある
- ドレイトン・プレインズ (北緯42度41分03秒 西経83度22分38秒 / 北緯42.68417度 西経83.37722度)、ディキシー・ハイウェイ沿い、ルーン湖の西端にある
- エリザベス・レイク (北緯42度38分14秒 西経83度23分18.0秒 / 北緯42.63722度 西経83.388333度)、エリザベス湖沿いにある歴史的なリゾート町
- フォー・タウンズ (北緯42度37分04秒 西経83度24分49秒 / 北緯42.61778度 西経83.41361度)、ロケイブン道路とクーリーレイク道路にそってある[5]
- ウォーターフォード・ヴィレッジ (北緯42度42分08秒 西経83度24分10秒 / 北緯42.70222度 西経83.40278度)、ディキシー・ハイウェイとアンダーソンヴィル道路に沿った歴史あるヴィレッジ[6]

## 歴史
ミシガン準州第3代知事であるルイス・カスが1819年にオークランド郡の領域を決めた。ウォーターフォード郡区は1834年に組織された。
1818年、オリヴァー・ウィリアムズがオークランド郡の土地を選んで、1エーカー (4,000m2) あたり2ドルで購入した。アーチボルド・フィリップスとアルフェウス・ウィリアムズが、後にウォーターフォード・ヴィレッジとなる土地161.40エーカー (653,200m2) を購入した。
1818年、オリヴァー・ウィリアムズとその家族がシルヴァー湖岸に、郡内初の農園を設立した。
1819年、アルフュース・ウィリアムズとアーチボルド・フィリップスが、クリントン川が旧サギノー・トレイル（現ディキシー・ハイウェイ）を横切る場所まで進み続けた。彼らは現在のウォーターフォード・ヴィレッジとなる場所に入植した。川の北岸にアルフュース・ウィリアムズがウォーターフォード・ヴィレッジでは初の家屋を建設した。アーチボルド・フィリップスは、アンダーソンヴィル道路がディキシー・ハイウェイと交差する場所の南の角の対面に自分の家を建てた。
ウィリアムズ家とフィリップス家が、クリントン川がサギノー・トレイルと交差する場所に最初のダムを建設し、最初の製材所を建てた。

## 地理
アメリカ合衆国国勢調査局に拠れば、郡区の全面積は35.3平方マイル（91km2）であり、このうち陸地は31.3平方マイル（81km2）、水域は4.0平方マイル（10km2）で、水域率は11.33%である。

## 湖
ウォーターフォード郡区には下記34の湖がある。
- カス湖 (1,280 エーカー、5,120,000 m2)
- クラム湖 (21 エーカー、84,000 m2)
- クレセント湖 (90 エーカー、360,000 m2)
- イーグル湖 (19 エーカー、76,000 m2)
- エリザベス湖 (363 エーカー、1,452,000 m2)
- フィドル湖
- ジェネバ湖 (19 エーカー、76,000 m2)
- ハントゥーン湖 (42 エーカー、168,000 m2)
- オークランド湖 (255 エーカー、1,020,000 m2)
- レゲッツ湖 (25 エーカー、100,000 m2)
- レスター湖 (12 エーカー、48,000 m2)
- ルーン湖 (243 エーカー、972,000 m2)
- ロータス湖 (179 エーカー、716,000 m2)
- メイスデイ湖 (234 エーカー、936,000 m2)
- モホーク湖 (23 エーカー、92,000 m2)
- モーガン湖 (28 エーカー、112,000 m2)
- オッター湖 (81 エーカー、324,000 m2)
- プレザント湖 (92 エーカー、368,000 m2)
- ポンティアック湖 (612 エーカー、2,448,000 m2)
- レインボウ湖
- スクールハウス湖 (37 エーカー、148,000 m2)
- スコット湖 (77.5 エーカー、310,000 m2)
- シルバー湖 (101 エーカー、404,000 m2)
- シルバン湖 (part) (532 エーカー、2,128,000 m2)
- アッパーシルバー湖 (part) (35.5 エーカー、142,000 m2)
- ヴァンノーマン湖 (66 エーカー、264,000 m2)
- ワトキンス湖 (238 エーカー、952,000 m2)
- ウィリアムズ湖 (155 エーカー、620,000 m2)
- ウッドハル湖 (135 エーカー、540,000 m2)
- ウォーマー湖 (27.5 エーカー、110,000 m2)

## 気候
ミシガン州南東部の他地域と同様、ウォーターフォード郡区は大陸性気候にある。標高がデトロイト (585 フィート、178 m) より高く (982 フィート、299 m)、それ故にデトロイト市やその他近くの都市よりも幾分涼しい。冬はやや寒く、時折降雪がある。春は暖かい日があれば、涼しい夜もある。夏は80°F (27 ℃) 台から90°F (32 ℃) 台まで変化して1年の中では最も暑く、通常は湿度も高い。夏は降水量が最も多い季節でもある。近年、100°F (38 ℃) を超える日が毎年数日ある。秋の始まりは暖かいが、11月下旬になると気温が氷点をやっと上回るところまで落ちる。

## 人口動態
南東ミシガン行政委員会の2012年報告書に拠ると、ウォーターフォード郡区の人口は72,166人となっていた。
以下は2000年の国勢調査による人口統計データである。
| 基礎データ - 人口: 73,150 人 - 世帯数: 29,387 世帯 - 家族数: 19,130 家族 - 人口密度: 901.2人/km2（2,334.3 人/mi2） - 住居数: 30,404 軒 - 住居密度: 374.6軒/km2（970.2 軒/mi2） 人種別人口構成 - 白人: 92.65% - アフリカン・アメリカン: 2.89% - ネイティブ・アメリカン: 0.35% - アジア人: 1.27% - 太平洋諸島系: 0.01% - その他の人種: 1.13% - 混血: 1.69% - ヒスパニック・ラテン系: 3.91% | 年齢別人口構成 - 18歳未満: 23.2% - 18-24歳: 8.2% - 25-44歳: 36.0% - 45-64歳: 21.8% - 65歳以上: 10.8% - 年齢の中央値: 36歳 - 性比（女性100人あたり男性の人口） - 総人口: 99.6 - 18歳以上: 97.5 世帯と家族（対世帯数） - 18歳未満の子供がいる: 30.4% - 結婚・同居している夫婦: 51.6% - 未婚・離婚・死別女性が世帯主: 9.6% - 非家族世帯: 34.9% - 単身世帯: 27.9% - 65歳以上の老人1人暮らし: 8.1% - 平均構成人数 - 世帯: 2.42人 - 家族: 2.99人 | 収入と家計 - 収入の中央値 - 世帯: 55,008米ドル - 家族: 64,500米ドル - 性別 - 男性: 47,409米ドル - 女性: 32,016米ドル - 人口1人あたり収入: 27,432米ドル - 貧困線以下 - 対人口: 5.1% - 対家族数: 3.8% - 18歳未満: 5.8% - 65歳以上: 4.0% |

## 交通
ウォーターフォード郡区にオークランド郡国際空港がある。この空港は、地方コミューター便の運航会社であるレイクショア・イクスプレスのハブ空港であり、ロウアー半島北部のペルストンと、シカゴ・ミッドウェー国際空港に定期便を運行している。

## 政府とインフラ
オークランド郡サービスセンターの西キャンパスがウォーターフォード郡区内にある。この中にはオークランド郡行政ビルと会議場と、子供のための郡の矯正センターであるオークランド郡子供の村が入っている。子供の村はウォーターフォード教育学区の支援施設の1つとして機能している。

## 教育
ウォーターフォード教育学区が郡区内公立学校の大半を運営し、ポンティアック教育学区が残りの小さな部分を管轄している。

### 高校
1961年、ケタリング高校が、1969年にはモット高校が開校した。ケタリング高校はケッタリング・ドライブ2800にある。
2012年、オルタナティブ学校であるデュラント高校が、カスレイク道路北501に開校した。
上記3高校の名前は自動車産業の開拓者から得られている。すなわちチャールズ・ケタリング、チャールズ・S・モット、ウィリアム・C・デュラントの3人である。
アワーレディ・オブ・ザ・レイクス高校は、1960年に開校した私立カトリック系高校であり、ディキシー・ハイウェイ5495、ウォーターフォードビレッジのすぐ南にある。

### 中学校
1957年、ジョン・D・ピアース・ジュニア高校が、ハッチェリー道路5145に開校した。スティーブンス・T・メイソン・ジュニア高校は1965年にウェストウォルトン大通り3835に開校した。どちらのジュニア高校も当初は7年生から9年生を教えていたが、現在は6年生から8年生を教える中学校になっている。
アワーレディ・オブ・ザ・レイクスの中学校もある。

### 小学校
2015年から2016年の教育年度で、ウォーターフォード教育学区には小学校が9校ある。すなわち、ウィリアム・ボーモント、トマス・M・クーリー、ドネルソン・ヒルズ、デイビッド・グレイソン、ローラ・S・ハビランド、ダグラス・ホウトン、ウィリアム・S・クヌードセン、リバーサイド、ヘンリー・R・スクールクラフトの各小学校である。
アワーレディ・オブ・ザ・レイクスは小学校も運営している。

### コミュニティカレッジ
ウォーターフォード郡区にはオークランド・コミュニティカレッジ・ハイランドレイクス・キャンパスがある。1965年から運営されており、クーリーレイク道路7350にある。
オークランド郡を対象にする中間教育学区であるオークランド教育学区が、ウォーターフォード郡区にその事務所を置いている。

## 公共図書館
ウォーターフォード郡区公共図書館が郡区住民に向けたサービスを行っている。ハッチェリー道路に近いクレセントレイク道路の外れ、シビックセンター・ドライブ5168にある。

## 公衆安全
ウォーターフォード郡区は独自の警察署と消防署を運営している。
ウォーターフォード警察署は1953年に創設された。シビックセンター・ドライブ5150にあり、郡区役場やシビックセンター複合施設に入る第51地区裁判所に近い。通常は警官65人を雇用している。ウォーターフォード地域消防署は144人を雇用している。ミシガン州では4番目に大きな消防署である。隣接するポンティアック市とレイクアンジェラス市にも、消防、救急医療の派遣サービスを行っている。

## 著名な出身者
- カーク・ギブソン、メジャーリーグベースボール選手、デトロイト・タイガース他、引退後に監督、アリゾナ・ダイヤモンドバックス
- トレヴァー・スターナド、歌手、メロディックデスメタルバンドのザ・ブラック・ダリア・マーダーでリードボーカル